# کمربند چین‌خورده و رانده زاگرس

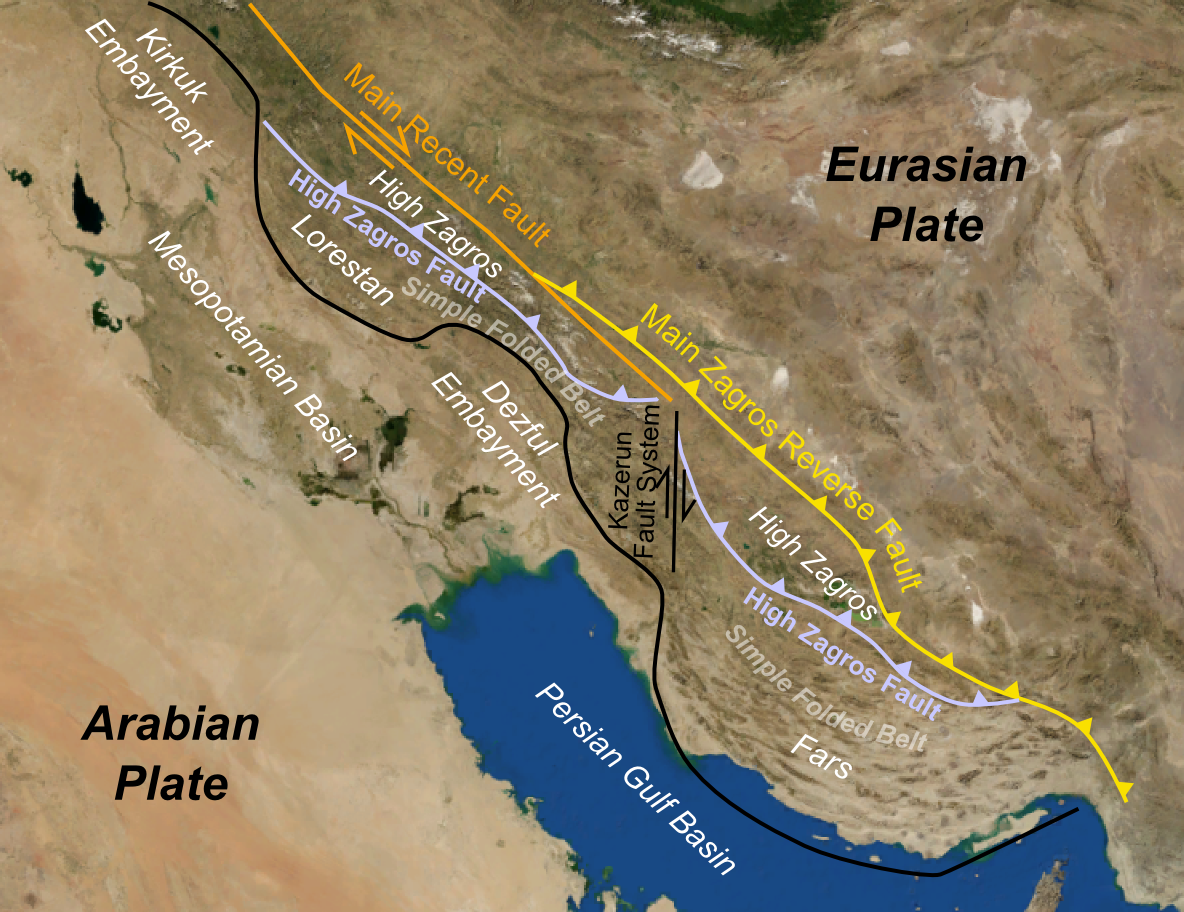
گسل‌های مهم کمربند چین‌خورده و رانده زاگرس گسل سراسری زاگرس • گسل جوان زاگرس (نارنجی) • راندگی اصلی زاگرس (زرد) گسل زاگرس بلند (آبی) گسل جبهه کوهستان (سیاه)

کمربند چین‌خورده و راندهٔ زاگرس (Zagros FTB) یک کمربند طولانی حدوداً ۱٬۸۰۰ کیلومتری (۱٬۱۰۰ مایل) از سنگ‌های پوسته‌ای تغییر شکل یافته‌است که در جبههٔ برخوردی بین صفحات عربستان و اوراسیا تشکیل شده‌است. این ناحیهٔ چین‌خورده، نشستگاه بزرگ‌ترین استان‌های نفتی جهان (کرمانشاه، لرستان، ایلام، چهارمحال و بختیاری، کهکلویه و بویراحمد و خوزستان) است، به طوری‌که در حدود ۴۹ درصد از ذخایر هیدروکربنی موجود در کمربند زاگرس و حدود ۷ درصد از کل ذخایر هیدروکربنی کل جهان را در خود جای داده‌است.
هم‌گرایی صفحهٔ عربستان و خرده‌قارهٔ ایران مرکزی، با چین‌خوردگی‌های فراوان و سامانه‌های گسلی همراه است و عارضه‌های زمین‌ساختی شاخصی را به‌وجود آورده‌است که نوار چین‌خورده-رانده زاگرس نامیده می‌شود. این نوار از کوه‌های تاروس در جنوب‌شرق ترکیه تا گسل میناب در شرق تنگه هرمز در جنوب ایران امتداد دارد.
مرز شمال‌شرقی نوار چین‌خورده-راندهٔ زاگرس بر گسل اصلی معکوس زاگرس و گسل اصلی عهد حاضر زاگرس منطبق است. این دو گسل کمربند چین‌خورده و رانده زاگرس را از پهنهٔ سنندج-سیرجان و ایران مرکزی جدا می‌کنند. گسل اصلی معکوس زاگرس دارای روند شمال‌غربی- جنوب‌شرقی است که از غرب ایران تا گسل میناب ادامه می‌یابد و گسل اصلی عهد حاضر زاگرس سامانه‌ای از گسل‌های امتدادلغز راست‌گرد است که عمدتاً موازی اما کاملاً متمایز از گسل اصلی معکوس زاگرس بوده و آن را در چندین محل قطع می‌کند. این گسل از نواحی مریوان در غرب ایران و نواحی مرزی ایران و عراق به سوی جنوب‌شرق امتداد یافته‌است.

## زیربخش‌ها
به‌طور کلی سرزمینی از ایران که در غرب راندگی اصلی زاگرس قرار دارد را پهنه زاگرس می‌نامند که از سمت شرق به گسل میناب محدود می‌شود ولی در سمت غرب، ویژگی‌های این پهنه در کشورهای عربی (به‌ویژه عراق، عربستان سعودی و سواحل جنوبی خلیج فارس) نیز دیده می‌شود. پهنه زاگرس را می‌توان از دید زمین‌ریخت‌شناسی و زمین‌شناسی ساختاری به دو زیرپهنه راندگی‌ها و زاگرس چین‌خورده تقسیم کرد.

### راندگی‌ها
زیرپهنه راندگی‌ها با عرض ۱۰ تا ۶۰ کیلومتر به صورت نواری کم‌عرض است که بلندترین قسمت کوه‌های زاگرس را تشکیل می‌دهد و به همین دلیل به آن زاگرس مرتفع یا زاگرس بلند نیز گفته می‌شود. مرز شمال‌شرقی این زیرپهنه به راندگی اصلی زاگرس محدود شده و مرز جنوب‌غربی آن با یک راندگی مهم بسته می‌شود که از شمال کوه کینو و جنوب دهنگان و کوه سبزو می‌گذرد. مطالعه سنگ‌های این پهنه نشان می‌دهد که این بخش بر خلاف امروز در زمان مزوزوئیک تا اوایل سنوزوئیک، گودترین بخش حوضه رسوبی زاگرس بوده‌است.

### زاگرس چین‌خورده
زاگرس چین‌خورده یا زاگرس بیرونی، با عرض ۱۵۰ تا ۲۵۰ کیلومتر، گودال حاشیه‌ای و کراتونی سپر عربستان است که در مرز مزوزوئیک و سنوزوئیک در حال نشست پیوسته بوده و توالی‌های ضخیم رسوبی در آن انباشته شده‌است. از تریاس میانی به بعد، شرایط رسوبی حاکم بر زاگرس چین‌خورده نسبت به دیگر مناطق ایران تفاوت داشته‌است. در زاگرس چین‌خورده رخنمونی از سنگ‌های پرکامبرین دیده نشده و حفاری‌های نفتی نیز تا کنون به پی‌سنگ نرسیده‌است.
زاگرس چین‌خورده را می‌توان به زیربخش‌های زیر تقسیم کرد:

#### فروافتادگی کرکوک
در شمال‌غربی لرستان و در خاک عراق است و ویژگی‌های آن با فروافتادگی دزفول هم‌خوانی دارد.

#### لرستان
بخشی از زاگرس چین‌خورده‌است که روند کلی آن هم‌راستا با زیرپهنه راندگی‌ها به صورت شمال‌غربی-جنوب‌شرقی است. این زیربخش شامل تناوب تاقدیسهای بزرگ (مانند کبیرکوه) و کوچک است. دربرداشتن تاقدیس‌هایی متشکل از گروه بنگستان در جنوب و سازند فلیشی امیران و گرو در شمال از دیگر ویژگی‌های آن است.

#### پهنه ایذه
بخشی از زاگرس چین‌خورده‌است که از شمال به مرز جنوبی پهنه راندگی‌ها و از جنوب با مرز شمال فروافتادگی دزفول و از شرق با گسل کازرون و از غرب به امتداد فرضی گسل عامل خمش بالارود محدود می‌شود. داشتن میدان‌های نفتی و گازی از ویژگی‌های بارز بخش جنوب‌شرقی ایذه است.

#### فروافتادگی دزفول
بخشی از پیش‌گودال زاگرس است که بیشتر میدان‌های نفتی ایران را دربردارد. این فروافتادگی بخشی از زاگرس چین‌خورده‌است که در آن سازند آسماری و طبقات قدیمی‌تر از آن رخنمون سطحی ندارد. در شکل‌گیری این فروافتادگی، عملکرد توأم گسل راست‌گرد قطر-کازرون و گسل چپ‌گرد بالارود نقش اساسی داشته‌است.

#### پهنه فارس
از نگاه جغرافیایی به دو بخش فارس ساحلی و فارس بیرونی تقسیم می‌شود. فارس بیرونی نیز به دو زیرپهنه کوچک‌تر به نام فارس ساحلی و فارس به‌تقریب ساحلی تقسیم می‌شود. بسیاری از زمین‌شناسان پهنه فارس را گستره واقع در میان دو گسل کازرون در غرب و گسل میناب در شرق می‌دانند ولی برخی دیگر ویژگی‌های زمین‌شناسی بخش شرقی پهنه فارس را متفاوت دانسته و آن را پس‌خشکی بندرعباس نامیده‌اند.

#### پس‌خشکی بندرعباس
محدوده‌ای از پایانه جنوب شرقی زاگرس است که مرز شرقی آن گسل میناب و مرز جنوبی آن جبهه چین‌های زاگرس است که از درون خلیج فارس می‌گذرد. مرز شمالی آن منطبق بر گسل رازک است.

#### دشت آبادان
این زیرپهنه واقع در انتهای جنوب‌غربی زاگرس است. دشت آبادان بخشی از جلگه میان‌رودان (بین‌النهرین) است که از نظر زمین‌شناختی پایانه شمالی سکوی عربی به‌شمار می‌رود. مرز شمالی و شمال‌شرقی آن محدود به جبهه چین‌های زاگرس (لبه جنوبی تاقدیس‌های سوسنگرد، آب‌تیمور، منصوری) است و پس از عبور از جنوب میدان نفتی رگ‌سفید وارد خلیج فارس می‌شود. مرز جنوبی دشت آبادان، خلیج فارس و عربستان است.

## لرزه‌خیزی
زاگرس از دید لرزه‌خیزی بسیار فعال و زلزله‌خیزترین منطقه ایران است. بیش از ۵۰ درصد زمین‌لرزه‌های ایران که توسط شبکه‌های جهانی به ثبت رسیده‌اند در گستره زاگرس روی داده‌است. اغلب زمین‌لرزه‌های رخ‌داده در زاگرس دارای بزرگی‌های کوچک تا متوسط هستند. اگرچه مراکز زمین‌لرزه‌ها در همه نوار چین‌خورده و رانده زاگرس پراکنده‌است، اما زمین‌لرزه‌های بزرگ زاگرس عمدتاً روی قطعات گوناگون گسل اصلی عهد حاضر روی داده‌اند. گسل اصلی عهد حاضر، دارای فعالیت لرزه‌خیزی بالایی است و بسیاری از زمین‌لرزه‌های عهد حاضر در امتداد آن صورت گرفته‌است و حرکات کواترنری این گسل از نوع امتداد لغز راستگرد است که با تغییر شکل رسوبات کواترنر همراه است.
گسل اصلی عهد حاضر زاگرس از نظر زمین‌ریخت‌شناسی و ساختاری در گستره زاگرس کاملاً مشخص بوده و سازوکار کانونی زمین‌لرزه‌ها و پتانسیل لرزه‌خیزی آن کاملاً متمایز از نوار چین‌خورده و رانده زاگرس است.
زمین‌لرزه‌های بزرگ زاگرس عمدتاً بر روی قطعات گوناگون گسل اصلی عهد حاضر روی داده‌اند. زمین‌لرزه‌های ۲۳ ژانویه ۱۹۰۹ سیلاخور با بزرگی ۷٫۴، بزرگ‌ترین زمین‌لرزه ثبت‌شده در زاگرس با ۴۵ کیلومتر گسیختگی سطحی است که بر اثر جنبش گسل دورود رخ داده‌است. اگرچه در مناطق برخورد قاره‌ای، زمین‌لرزه‌های نیمه‌عمیق (بین ۷۰ تا ۳۰۰ کیلومتر) می‌تواند به صورت پراکنده روی دهد، اما لرزه‌خیزی در زاگرس از نوع کم‌عمق است.